# Onthophagus skelleyi
Onthophagus skelleyi é uma espécie de inseto do género Onthophagus, família Scarabaeidae, ordem Coleoptera.
Foi descrita cientificamente por Sánchez–Huerta, Zunino & Halffter em 2018.